# بشار كيوان
محمد بشار كيوان (من مواليد 30 نوفمبر 1966)، والمعروف باسم بشار كيوان، رجل أعمال سوري ويحمل الجنسية الفرنسية، مستثمر ومؤسس ورئيس لمجموعة الشركات الكويتية التي تحمل اسم الوسيط الدولية للنشر والإعلان (شركة الوسيط الدولية) والشركات التابعة لها، وكان قد شغل منصب القنصل الفخري لجزر القمر، ويتحدث العربية والانكليزية والفرنسية.

## سيرته الذاتية ونشاطه التجاري
وُلدَ محمد بشار محمد بشير كيوان في الكويت عام (1967)، ودرس في مدارسها، وبعدها غادر الكويت لاكمال دراسته الجامعية حتي حصل على شهادة الماجستير في الاقتصاد من جامعة مونبلييه في فرنسا، وتزوج هناك من سيدة فرنسية وحصل على الجنسية الفرنسية"، وبدخوله عالم التجارة إمتلك عدة شركات تعمل في مجالات الدعاية والإعلان، وهو شريك ومؤسس لشركات (داغر وكيوان للتجارة العامة)، وشركة (المحركات الرياضية)، وشركة (الوسيط إنترناشيونال)، ومدير لشركة (آ دبليو إي awe القابضة) في مركز دبي المالي العالمي في الإمارات العربية المتحدة، وشريك مؤسس في شركة المجموعة المتحدة UG، وفي عام 1992 أسس جريدة الوسيط المبوبة في الكويت، وكانت انطلاقته منها نحو عالم الأعمال، حيث تطورت الصحيفة من نشرة أسبوعية مبوّبة في الكويت إلى جريدة واسعة الانتشار في كل من : الأردن والإمارات والبحرين وقطر وعُمان ولبنان ومصر، كما صدرت طبعات منها باسم "الوسيلة" في كل من السعودية وسوريا.

## إتهامات وأحكام بالسجن
في نوفمبر 2017 أصدرت محكمة الجنايات الكويتية حكماً يقضي بحبسه وآخرين لمدة 5 سنوات مع الشغل والنفاذ، بتهمة التزوير في محاضر اجتماع إحدى الشركات، وقبل تنفيذ الحكم تمكن من الخروج من الكويت عبر منفذ العبدلي الكويتي إلى مدينة البصرة في العراق، ومنها إلى بيروت مستخدماً جواز سفره الفرنسي، وأخيراً إلى الإمارات.

## وصلات خارجية
- Bashar Kiwan Chairman
- Bashar Kiwan Interview
- Invest In Comoros